# Världsmästerskapen i bordtennis 1967
Världsmästerskapen i bordtennis 1967 spelades i Stockholm under perioden 11-21 april 1967.

## Medaljörer

### Lag
| Disciplin            | Guld                                                                              | Silver                                                                       | Brons                                                                                 |
| Herrarnas lagtävling | Japan Nobuhiko Hasegawa Hajime Kagimoto Satoru Kawahara Koji Kimura Mitsuru Kohno | Nordkorea Jung Ryang-Woong Kang Neung-Hwa Kim Chang-Ho Kim Jung-Sam Pak Sin  | Sverige Hans Alsér Carl-Johan Bernhardt Christer Johansson Kjell Johansson Bo Persson |
| Damernas lagtävling  | Japan Naoko Fukazu Saeko Hirota Sachiko Morisawa Noriko Yamanaka                  | Sovjetunionen Laima Balaishite Svetlana Grinberg Signe Paisjarv Zoja Rudnova | Ungern Erzsebet Jurik Beatrix Kisházi Éva Kóczián Sarolta Lukacs                      |

### Individuellt
| Disciplin   | Guld                              | Silver                            | Brons                           |
| Herrsingel  | Nobuhiko Hasegawa                 | Mitsuru Kohno                     | Eberhard Schöler                |
| Herrsingel  | Nobuhiko Hasegawa                 | Mitsuru Kohno                     | Koji Kimura                     |
| Damsingel   | Sachiko Morisawa                  | Naoko Fukazu                      | Noriko Yamanaka                 |
| Damsingel   | Sachiko Morisawa                  | Naoko Fukazu                      | Zoja Rudnova                    |
| Herrdubbel  | Hans Alsér Kjell Johansson        | Anatolj Amelin Stanislav Gomozkov | Nobuhiko Hasegawa Mitsuru Kohno |
| Herrdubbel  | Hans Alsér Kjell Johansson        | Anatolj Amelin Stanislav Gomozkov | Vladimir Miko Jaroslav Stanek   |
| Damdubbel   | Saeko Hirota Sachiko Morisawa     | Naoko Fukazu Noriko Yamanaka      | Svetlana Grinberg Zoja Rudnova  |
| Damdubbel   | Saeko Hirota Sachiko Morisawa     | Naoko Fukazu Noriko Yamanaka      | Erzsebet Jurik Éva Kóczián      |
| Mixeddubbel | Nobuhiko Hasegawa Noriko Yamanaka | Koji Kimura Naoko Fukazu          | Dorin Giurgiuca Maria Alexandru |
| Mixeddubbel | Nobuhiko Hasegawa Noriko Yamanaka | Koji Kimura Naoko Fukazu          | Anatolj Amelin Zoja Rudnova     |

### Fotnoter
1. ↑  ”World Championships Results”. ITTF Museum. Arkiverad från originalet den 11 maj 2012. https://web.archive.org/web/20120511103023/http://www.ittf.com/museum/results/WorldChresults.html. Läst 7 april 2012.
2. ↑  ”ITTF Statistics”. ittf.com. Arkiverad från originalet den 4 mars 2016. https://web.archive.org/web/20160304105733/http://www.ittf.com/ittf_stats/All_events4.asp?Competition_ID=47. Läst 7 april 2012.